# Liste der Monuments historiques in Arzal
Die Liste der Monuments historiques in Arzal führt die Monuments historiques in der französischen Gemeinde Arzal auf.

## Liste der Bauwerke
| Bezeichnung              | Beschreibung | Standort         | Kennzeichnung | Schutzstatus | Datum | Bild           |
| ------------------------ | ------------ | ---------------- | ------------- | ------------ | ----- | -------------- |
| Kapelle St-Jean-Baptiste |              | Lantierne (Lage) | PA00090983    | Classé       | 1964  | weitere Bilder |
| Mühle                    |              | Séréac (Lage)    | PA00090984    | Classé       | 1937  |                |

## Liste der Objekte
- Monuments historiques (Objekte) in Arzal in der Base Palissy des französischen Kultusministeriums